# Масса-Ломбарда
Масса-Ломбарда (итал. Massa Lombarda) —  коммуна в Италии, располагается в области Эмилия-Романья, подчиняется административному центру Равенна.
Население коммуны, на 01.01.2024 года, составляет 10 768 человек, плотность населения ─ 287,55 чел./км². Коммуна занимает площадь 37,45 км². 
Почтовый индекс — 48024. Телефонный код — 0545.
В коммуне особо почитается святой апостол Павел. День памяти ежегодно отмечается 25 января.